# Robert Lipsitz
Robert Lipsitz (ur.  1942) – amerykański brydżysta, World Life Master (WBF).

## Wyniki brydżowe

### Zawody światowe
W światowych zawodach zdobył następujące lokaty:
| Mistrzostwa Świata. Konkurencja teamów | Mistrzostwa Świata. Konkurencja teamów | Mistrzostwa Świata. Konkurencja teamów | Mistrzostwa Świata. Konkurencja teamów | Mistrzostwa Świata. Konkurencja teamów | Mistrzostwa Świata. Konkurencja teamów |
| Rok                                    | Miejsce                                | Zawody                                 | Kategoria                              | Drużyna                                | Pozycja                                |
| -------------------------------------- | -------------------------------------- | -------------------------------------- | -------------------------------------- | -------------------------------------- | -------------------------------------- |
| 2002                                   | Montreal                               | 11. Mistrzostwa Świata                 | Open                                   | Ekablad                                | 33                                     |
| 1994                                   | Albuquerque                            | 9. Mistrzostwa Świata                  | Open                                   | Wolfson                                | 9                                      |
| 1986                                   | Miami Beach                            | 7. Mistrzostwa Świata                  | Open                                   | Robinson                               | 1                                      |
| 1978                                   | Nowy Orlean                            | 5. Mistrzostwa Świata                  | Open                                   | Sontag                                 | 7                                      |
| 1974                                   | Las Palmas                             | 3. Mistrzostwa Świata                  | Miksty                                 | Morse                                  | 1                                      |

| Mistrzostwa Świata. Konkurencja par | Mistrzostwa Świata. Konkurencja par | Mistrzostwa Świata. Konkurencja par | Mistrzostwa Świata. Konkurencja par | Mistrzostwa Świata. Konkurencja par | Mistrzostwa Świata. Konkurencja par |
| Rok                                 | Miejsce                             | Zawody                              | Kategoria                           | Partner                             | Pozycja                             |
| ----------------------------------- | ----------------------------------- | ----------------------------------- | ----------------------------------- | ----------------------------------- | ----------------------------------- |
| 1986                                | Miami Beach                         | 7. Mistrzostwa Świata               | Open                                | Neil Silverman                      | 15                                  |

## Klasyfikacja
- Robert Lipsitz – klasyfikacja WBF (ang.)